# إدغاردو كوغلان
إدغاردو كوغلان (بالإسبانية: Edgardo Coghlan)‏ هو رسام مكسيكي، ولد في 1928، وتوفي في 1995.